# Álvaro Navarro Serra
Pour les articles homonymes, voir Navarro (homonymie).
Álvaro Navarro Serra (né à Faura en 1973), plus connu sous le nom d’Álvaro, est un joueur de pelote valencienne. C’est un des meilleurs pelotaris toutes  modalités de jeu confondues. Son revers gauche est réputé. Ses qualités professionnelles lui ont permis de devenir membre de Sélection valencienne de pelote. Il est affilié à la société sportive ValNet.

## Palmarès

### Escala i corda
- - Champion du Circuit Bancaixa : 1997, 2001 et 2002
  - Vice-champion du Circuit Bancaixa : 1996, 2000, 2003 et 2006
  - Champion Trofeu Individual Bancaixa : 1998, 2001, 2002, 2003, 2004, 2005, 2007 et 2008
  - Vice-champion  Individuel : 1995 et 2000
  - Vice-champion Trofeu Hnos. Viel de Sueca : 2008
  - Vice-champion Trofeu Vidal : 2006 et 2007.
  - Champion de la Copa Diputació : 2008

### Fronton
- - Champion de l'Obert d'Albal : 2008
  - Champion Obert Terra i Mar : 2002 et 2003
  - Champion Open Ciutat de València : 2003
  - Champion du Trofeu Platges de Moncofa : 2007 et 2008
  - Champion du Trofeu President de la Diputació de València : 2006, 2007 et 2008

### Galotxa
- - Champion du Trofeu el Corte Inglés : 1992
  - Champion du Trofeu Moscatell : 2006, 2007 et 2008
  - Vice-champion du Trofeu Moscatell

### Championnats internationaux de pelote
- - Champion d'Europe de fronton et jeu international, Pays-Bas 2001
  - Vice-champion  de llargues, Pays-Bas, 2001
  - Champion du monde de llargues, fronton et jeu international, Argentine 2002
  - Champion du monde de llargues : Championnats internationaux de pelote, Imperia, Italie, 2004
  - Vice-champion  du monde de fronton et jeu international : Championnats internationaux de pelote, Imperia, Italie, 2004
  - Vice-champion du monde de llargues : Championnats internationaux de pelote 2008, Équateur